# Аніщенко Олександр Володимирович
Олександр Володимирович Аніщенко (нар. 13 жовтня 1950, Краматорськ Донецької області) — український медик, державний службовець. Міністр охорони здоров'я України (24 травня 2011 по 14 лютого 2012).

## Освіта
1974 — закінчив Донецький державний медичний інститут, спеціальність — лікар-педіатр.

## Кар'єра
З серпня 1974 — лікар-інтерн міської дитячої лікарні № 2 м. Донецька.
З січня 1975 — лікар-педіатр дільничний, лікар ортопед-травматолог, головний лікар міської дитячої лікарні № 5 м. Донецька.
З червня 2003 — начальник управління охорони здоров'я Донецької облдержадміністрації.
З липня 2005 — головний лікар міської дитячої лікарні № 5 м. Донецька.
З серпня 2006 — начальник управління охорони здоров'я Донецької облдержадміністрації.
З грудня 2010 — перший заступник міністра охорони здоров'я
24 травня 2011 призначено міністром охорони здоров'я
14 лютого 2012 указом Президента України В. Ф. Януковича звільнено з посади міністра охорони здоров'я